# Amaurospiza moesta
Amaurospiza moesta е вид птица от семейство Cardinalidae. Видът е почти застрашен от изчезване.

## Разпространение
Видът е разпространен в Аржентина, Бразилия и Парагвай.